# Alejandro Cano Ricaud
Alejandro Cano Ricaud (Chihuahua, Chihuahua, 4 de diciembre de 1963) es un político mexicano, miembro del Partido Revolucionario Institucional, que ocupó el cargo de Presidente Municipal de Chihuahua como suplente a la muerte de su antecesor, Jorge Barousse Moreno. Al término de su administración fue nombrado Secretario de Desarrollo Industrial en el gobierno del estado Chihuahua José Reyes Baeza Terrazas.
Estudió la carrera de Contador Público en la ciudad de Monterrey, en el Instituto Tecnológico y de Estudios Superiores de Monterrey, creó su propio negocio familiar, junto con su padre y su hermano, una empresa en el ramo de la construcción fundada en 1989. 
En 2007 dejó la titularidad de la Secretaría de Desarrollo Industrial para ser precandidato del PRI a Presidente Municipal de Chihuahua, buscando ser alcalde para un segundo periodo y fue elegido como tal el 22 de abril de 2007, convirtiéndose en el candidato del PRI a la alcaldía de Chihuahua, sin embargo, en las elecciones constitucionales no obtuvo el triunfo, por una diferencia de 387 votos, perdiendo frente al candidato del Partido Acción Nacional, Carlos Borruel Baquera.
En 2009, fue candidato del PRI a diputado federal resultando electo por el octavo distrito electoral federal de chihuahua, con cabecera en la capital del estado.